# Amandus Acker

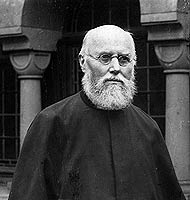
Pater Amandus Acker

Amandus Acker CSSp (* 24. April 1848 in Weyersheim im Unterelsaß; † 30. März 1923 in Knechtsteden bei Neuss) war ein Elsässer katholischer Missions- und Kolonialpionier und Wiederbegründer der deutschen Spiritanerprovinz. Acker erkämpfte die Rückkehr der im Kulturkampf als „jesuitenverwandt“ ausgewiesenen Spiritaner, Redemptoristen und Lazaristen/Vinzentiner nach Deutschland.

## Leben
Amandus Acker war das Kind einer Bauernfamilie, wurde aber, weil er in jungen Jahren die Eltern verloren hatte, im Hause eines verwandten Arztes erzogen. Wegen seines Sprachfehlers wollte ihn sein Pflegevater nicht studieren lassen. Dessen Schwester aber ebnete Acker den Weg in eine Missionsschule der Spiritaner in Frankreich.
Trotz seines Sprachfehlers absolvierte Acker sein Theologiestudium in Langonnet, wurde 1875 zum Priester geweiht und trat am 15. August d. J. in die Missionsgesellschaft vom Hl. Geist ein. Noch im selben Jahr wurde er der Sansibarmission zugeteilt.
Er begann als Waisenvater im Heim für die freigekauften Sklavenkinder, leitete danach die Mission auf der Insel und verwaltete zugleich die Prokura für die immer zahlreicher werdenden Missionen auf dem ostafrikanischen Festland. Während der 19 Jahre auf Sansibar entwickelte er viele gute Beziehungen zu in- und ausländischen Kolonialbeamten und -politikern, die sich bei seiner späteren Aufbauarbeit in Deutschland als sehr nützlich erweisen sollten.
1893 wurde P. Amandus in einen Streit um die Goanesen auf Sansibar verwickelt, der sich zu politischen Spannungen zwischen Frankreich und Portugal auswuchs. Acker musste deshalb nach Europa zurückkehren. Dort erhielt er die Aufgabe, die im Kulturkampf vertriebenen Spiritaner nach Deutschland zurückzuführen. Vom Generalsuperior seines Ordens und vom Kardinalpräfekten der Missionskongregation wurde er zum Oberen der deutschen Ordensprovinz bestellt, die vorerst nur ein einziges Mitglied hatte: ihn selbst. Laut seinem Nachruf in der Augsburger Postzeitung machte der populäre jüdische Forschungsreisende Eugen Wolf seinen ganzen politischen Einfluss geltend, um dem Orden die Rückkehr nach Deutschland zu ermöglichen. Zu diesem Zweck habe er Pater Acker persönlich zum Reichskanzler Leo von Caprivi geführt und ihn diesem empfohlen.
Mit Hilfe des Kölner Erzbischofs Krementz, der Erlaubnis der preußischen Regierung und finanzieller Unterstützung durch den Afrikaverein erwarb Pater Amandus 1895 die ausgebrannte Ruine der ehemaligen Prämonstratenserabtei Knechtsteden. Bis 1908 wurde sie unter seiner Leitung wiederaufgebaut. 1896 errichtete Acker dort eine Missionsschule, 1898 ein Brüdernoviziat und 1905 ein Priesterseminar. Dieser ersten Niederlassung folgten bis 1914 noch vier weitere Häuser: die Missionsschulen in Zabern-Elsaß (1900) und Broich bei Aachen (1905), das Klerikernoviziat in Neuscheuern-Lothringen (1904) und ein Erholungsheim in Heimbach in der Eifel (1914).
Acker leitete die deutsche Ordensprovinz bis 1919. Mit außerordentlichem missionarischen Eifer warb er für das Missionswerk und den Kolonialgedanken, vertrat sein Anliegen auf der Kanzel, auf ausgedehnten Vortragsreisen in Deutschland und Österreich und auf Katholikentagen (Regensburg 1904, Düsseldorf 1908). Er war Mitbegründer der »Zeitschrift für Missionswissenschaft«, die schon nach zwei Jahren 7000 Abonnenten hatte. In Straßburg (1905) war Acker Präsident der Missionsversammlung. Bis 1917 wurde P. Amandus immer wieder zum Vorsitzenden der 1910 gegründeten Superiorenkonferenz der missionierenden Orden und Kongregationen in Deutschland gewählt.
Mit Energie und Geschick vertrat er den katholischen Standpunkt in den Fragen der Sklaverei, der Zwangsarbeit und der Rassenmischehe in den Schutzgebieten. Er forderte die Abschaffung der Sklaverei und Polygamie sowie die Errichtung von Schulen und Krankenhäusern für die Kolonien. Während des Ersten Weltkrieges setzte er sich mit großer Entschiedenheit für die in der Türkei verfolgten Armenier ein. Sein Einsatz für die deutsche Kolonialpolitik brachte ihm das Wohlwollen des deutschen Kaisers, dem er dreimal begegnete, durch Verleihung des roten Adlerordens und des Kronenordens ein. Sein Versuch, Papst Pius X., den er 1908 während einer Wallfahrt nach Rom aufsuchte, missionarisch zu begeistern und zur Herausgabe einer Missionsenzyklika zu bewegen, blieb erfolglos.
Die letzten Lebensjahre verlebte Acker in Knechtsteden, wo er 75-jährig – fast blind und durch einen Schlaganfall halbseitig gelähmt – am Karfreitag 1923 starb.
Zu seinen Ehren wurde 1931 eine Glocke der Knechtstedener Klosterkirche »Amandus« genannt.